# Émilie Charmy
Emilie Charmy (* 2. April 1878 als Emilie-Espérance Barret in Saint-Étienne, Département Loire, Frankreich; † 7. November 1974 in Crosne, Département Essonne) war eine französische Malerin der ersten Hälfte des 20. Jahrhunderts.

## Leben
Charmy wurde im Alter von 5 Jahren Waise, ihr älterer Bruder Jean wurde zu ihrem Vormund bestellt. Sie genoss eine bürgerliche Erziehung an einer katholischen Privatschule. Als Heranwachsende zeigte sie ein großes Interesse an Musik und Malerei, Talente, die von ihrem Bruder gefördert wurden. Ihre berufliche Ausbildung war die als Lehrerin. Die Geschwister zogen 1898 nach Lyon. Dort studierte sie bei dem Maler Jacques Martin und lernte Künstler wie Louis Carrand und François Vernay kennen, die beide für ihre Blumenstücke in Lyon bekannt waren. Nach einigen Jahren gingen Émilie und ihr Bruder nach Saint-Cloud, Département Hauts-de-Seine, westlich von Paris.
Charmy stellte in den folgenden Jahren wiederholt in Paris aus, so mehrfach im Salon des Indépendents der Société des Artistes Indépendents, sowie 1906 im Salon d’Automne der Société du Salon d’Automne aus. 1910 bezog sie zwei Künstlerateliers in der Nr 54, Rue de Bourgogne in Paris, in denen sie bis zu ihrem Lebensende lebte und arbeitete. 1912 hatte sie ihre erste größere Einzelausstellung in der Galerie Druet. Im gleichen Jahr traf sie den Maler George Bouche. Das Paar hatte 1915 einen Sohn, Edmond, heiratete jedoch erst Anfang der 1930er Jahre. Seit dieser Zeit wurde die Pariser Galeristin Berthe Weill eng mit ihr durch Ausstellungen verbunden.
1919 lernte Charmy den Grafen Étienne de Jouvencel kennen, der ein Bewunderer ihrer Arbeit wurde und sie in die literarischen und künstlerischen Pariser Zirkel einführte. 1922 machte sie Bekanntschaft mit Colette, die eine Einleitung zu einem Ausstellungskatalog für eine Ausstellung mit zwanzig ihrer Gemälde schrieb. Einer der Geschäftsführer der Zeitschrift Le Petit Parisien, Eli-Joseph Bois, machte sie in den Folgejahren mit Personen aus der Politik wie Édouard Daladier, Aristide Briand und Louise Weiss bekannt.
Anfang der 1930er Jahre wurde Charmy zum Ritter der Ehrenlegion ernannt. Nach dem Zweiten Weltkrieg stellte sie nur noch selten aus, sie war von der Öffentlichkeit und den Kritikern vergessen.

## Weitere Ausstellungen
- 1913: Armory Show, Manhattan, New York City USA. Teilnahme mit 4 Bildern.
- 1921: Canvas, Galerie Œvres d’Art, Paris. Katalog unter anderem mit Beiträgen von Roland Dorgelès und Pierre Mac Orlan.
- 1922: Teilnahme an der Ausstellung Female Nude mit Gemälden von Eugène Delacroix bis Henri Matisse. Das Vorwort zum Katalog schrieb Louis Vauxcelles.
- 1926: Einzelausstellung in der Galerie Barbazanges, Paris.
- 1987, 1991, 1995: Einzelausstellung im Kunsthaus Bühler, Stuttgart. Katalog.
- 2013: Einzelausstellung Fralin Museum of Art, Charlottesville, Virginia, USA.